# Санкт-Еріксплан (станція метро)
59°20′23″ пн. ш. 18°02′13″ сх. д. / 59.339722222222° пн. ш. 18.036944444444° сх. д.
«Санкт-Еріксплан» (швед. Sankt Eriksplan) — станція Зеленої лінії Стокгольмського метрополітену, обслуговується потягами маршрутів Т17, Т18 та Т19.
Станцію відкрито 26 жовтня 1952 у складі черги зеленої лінії між станціями Гетор'єт і Веллінгбю. 

Відстань від станції Слюссен  4,1 км.
Пасажирообіг станції в будень — 21,150 осіб (2019)

Розташування: Кунгсгольмен, район Васастан, у центрі Стокгольма.
Конструкція: трипрогінна колонна станція мілкого закладення (глибина закладення — 8 м) з однією острівною прямою платформою.

## Операції
| Попередня станція                | Лінія | Лінія     | Лінія | Наступна станція          |
| -------------------------------- | ----- | --------- | ----- | ------------------------- |
| Фрідгемсплан до Окесгов          |       | Лінія T17 |       | Уденплан до Скарпнек      |
| Фрідгемсплан до Альвік           |       | Лінія T18 |       | Уденплан до Фарста-странд |
| Фрідгемсплан до Гессельбю-странд |       | Лінія T19 |       | Уденплан до Гагсетра      |